# 내 마음이 들리니
《내 마음이 들리니》는 2011년 4월 2일부터 2011년 7월 10일까지 방영된 MBC 주말 특별기획 드라마이다. 줄여서 내마들이라고도 부른다.

## 등장 인물

### 주요 인물
- 김재원 : 차동주(29세) 역 (아역 강찬희) - 화장품 회사 에너지셀 대표. 청각 장애인 1급. 현숙의 아들. 진철의 의붓아들. 준하/마루의 의붓동생. 승호의 외손자. 민수의 친구.
- 황정음 : 봉우리(25세) 역 (아역 김새론) - 미숙과 영규의 딸. 순금의 친손녀. 준하/마루의 친동생.
- 남궁민 : 장준하/봉마루(30세) 역 (아역 서영주) - 신애와 진철의 친아들. 현숙의 양아들. 동주의 의붓형. 순금의 외손자.

### 동주의 주변 인물
- 고준희 : 강민수(30세) 역 - 화장품 개발 연구원. 에너지셀 담당 팀장. 동주의 친구.
- 이혜영 : 태현숙 역 - 동주의 엄마. 승호의 딸. 진철의 후처.
- 송승환 : 최진철(63세) 역 - 우경그룹 회장. 과거 신애의 연인. 동주의 새아빠. 마루의 생부. 현숙의 남편.

### 우리와 마루의 주변 인물
- 이규한 : 이승철(25세) 역 (아역 성유빈) - 우리의 친구.
- 정보석 : 봉영규(62세) 역 (아역 정우진) - 지적 장애 3급. 미숙의 남편. 우리의 아빠. 준하/마루의 양아빠. 순금의 양아들.
- 윤여정 : 황순금(79세) 역 - 영규의 양어머니. 준하/마루의 외할머니.
- 강문영 : 김신애(60세) 역 - 순금의 딸. 마루의 생모. 영규의 여동생.
- 김여진 : 고미숙 역 - 청각 장애 2급. 우리의 어머니. 영규의 부인. / 나미숙(57세) 역 - 판매원

### 승철네 가족
- 이성민 : 이명균(54세) 역 - 승철의 아버지. 영규의 친구.
- 황영희 : 승철의 어머니(53세) 역

### 그 외 인물
- 이호재 : 태승호 역 - 우경그룹의 명예회장. 동주의 외할아버지. 현숙의 아버지. 진철의 사위.
- 하덕성 : 강 이사 역 - 민수의 아버지
- 전수환 : 차 상무 역
- 정한헌 : 우경그룹 공장장 역
- 김광규 : 이풀잎 역 - 식물원 소장
- 정민성 : 김비 역 - 에너지셀 화장품 담당 직원
- 노희지 : 박 대리 역 - 에너지셀 화장품 담당 직원
- 우태운 : 태운 역 - 에너지셀 화장품 담당 직원
- 서보익 : 에너지셀 화장품 담당 직원 역
- 임종윤 : 최진철의 비서 역
- 김건호 : 쌀집 주인 역
- 김연수 : 간호사 역
- 김봉수
- 김한보 : 동주네 비서 역
- 원웅재 : 빚쟁이 역
- 고진명 : 경비원 역
- 구혜령 : 동주네 가사도우미 역
- 이관영 : 이발소 사장 역
- 문호진
- 이규현
- 최성웅 : 동주네집 관리인 역
- 김태영 : 김 박사 역 - 우경그룹 회장의 주치의
- 오정원 : 동주네 파티에 참석한 여자 역
- 성인자 : 모텔 주인 역
- 박정상 : 권 변호사 역
- 공재원 : 비서 역
- 조성희
- 이정훈 : 뉴스 앵커 역
- 유인석
- 오상화
- 신현승
- 김승민
- 유영복
- 김재철
- 윤동환 : 장 박사 역
- 박수연 : 간호사 역
- 송주희
- 홍승범 : 의사 역
- 윤영목 : 형사 역
- 김효배 : 형사 역
- 김수현
- 조완기 : 경찰 역
- 문대성
- 유재현 : 공장 직원 역
- 이세윤
- 유석원
- 김선은 : 기자 역
- 김재흠 : 식물원 직원 역
- 박종보
- 하성철 : 경호원 역
- 한창현 : 경찰 역
- 한춘일 : 자동차 매매 계약을 한 남자 역
- 남숙현
- 한예주
- 김재홍
- 김경희
- 장현정
- 신태현
- 이정성 : 프로그램 진행자 역
- 김현아 : 프로그램 진행자 역
- 안장훈 : 식물원 직원 역
- 이은채
- 임성표
- 김성연
- 임종표
- 백봉기 : 마루인척 하는 남자 역
- 서은
- 이현
- 정영금 : 식물원 직원 역
- 유옥주 : 식물원 직원 역
- 박진성
- 김유안 : 병원 안내데스크 직원 역
- 박소정
- 손정림 : 동주네 가사도우미 역
- 남경민
- 최인숙 : 그림 보러 온 여자 역
- 정호
- 전선미
- 최한별
- 이은채 : 병원 안내데스크 직원 역
- 정현석 : 강사 역
- 김훈호 : 몽타주 담당 수사관 역
- 김세준
- 박태경 : 백성학 역
- 이준희 : 동물원 사육사 역
- 홍재성
- 진영범 : 기자 역
- 강미애
- 권정현
- 구중림 : 경찰 역
- 지경수
- 권영경 : 방판 교육받으러 온 여자 역
- 정병철 : 투자자 역
- 서광재 : 지점장 역
- 한동환 : 의사 역
- 김성하
- 정동규 : 지검장 역
- 고대한
- 백윤흠
- 정세형 : 형사 역
- 김태윤
- 신치영 : 교도소 접견신청 담당 직원 역
- 하인환
- 강선호
- 남상종
- 최교식 : 공장 직원 역
- 최황빈 : 김 기자 역
- 곽재연
- 장현정
- 장인수
- 이한주 : 구급대원 역
- 신귀식 : '한성'의 민 회장 역
- 차영옥 : 에너지셀을 인수한 CEO의 부인 역
- 김대성
- Savenije Henny : 에너지셀을 인수한 CEO 역
- 문수종 : 우경그룹의 이사 역
- 손선근 : 우경그룹의 이사 역
- 김명중
- 홍승철
- 정희태 : 형사 역
- 강철성 : 형사 역
- 단강호 : 의사 역
- 정병호 : 의사 역
- 임재근
- 이강영
- 최효현 : 아이스크림 가게 직원 역

### 특별출연
- 안영회 : 본인 역 - 서초구수화통역센터장

## 일본판 성우진
- 나가타 마사야스: 봉영규(정보석)
- 토리우미 코스케: 차동주(김재원)
- 히라노 아야: 봉우리(황정음)
- 코마츠 후미노리: 장준하/봉마루(남궁민)

## 수상
- 2011년 MBC 연기대상 미니시리즈부문 남자 우수상, 남자 인기상 김재원
- 2011년 MBC 연기대상 미니시리즈부문 여자 우수상 황정음
- 2011년 MBC 연기대상 남자 황금연기상 정보석

## 시청률
최저 시청률과 최고 시청률은 시청률 조사회사와 지역별로 시청률에 차이가 있을 수 있습니다.
| 2011년      | 2011년      | 2011년         | 2011년       | 2011년         | 2011년       |
| 회차        | 방송일      | TNmS 시청률    | TNmS 시청률  | AGB 시청률     | AGB 시청률   |
| 회차        | 방송일      | 대한민국(전국) | 서울(수도권) | 대한민국(전국) | 서울(수도권) |
| ----------- | ----------- | -------------- | ------------ | -------------- | ------------ |
| 제1회       | 4월 2일     | 10.8%          | 13.4%        | 12.6%          | 14.7%        |
| 제2회       | 4월 3일     | 9.6%           | 11.7%        | 11.6%          | 13.3%        |
| 제3회       | 4월 9일     | 10.9%          | 13.8%        | 12.1%          | 12.4%        |
| 제4회       | 4월 10일    | 10.7%          | 12.8%        | 12.6%          | 14.3%        |
| 제5회       | 4월 16일    | 12.6%          | 15.0%        | 15.1%          | 15.9%        |
| 제6회       | 4월 17일    | 11.4%          | 14.0%        | 15.0%          | 16.7%        |
| 제7회       | 4월 23일    | 11.8%          | 15.0%        | 15.5%          | 16.7%        |
| 제8회       | 4월 24일    | 12.5%          | 15.4%        | 15.7%          | 17.3%        |
| 제9회       | 4월 30일    | 16.9%          | 19.8%        | 21.6%          | 23.3%        |
| 제10회      | 5월 1일     | 11.5%          | 14.2%        | 16.1%          | 17.7%        |
| 제11회      | 5월 7일     | 13.1%          | 16.0%        | 15.8%          | 17.6%        |
| 제12회      | 5월 8일     | 13.9%          | 16.8%        | 16.3%          | 18.1%        |
| 제13회      | 5월 14일    | 13.5%          | 16.1%        | 16.6%          | 17.3%        |
| 제14회      | 5월 15일    | 12.2%          | 15.4%        | 16.3%          | 17.7%        |
| 제15회      | 5월 21일    | 14.5%          | 18.4%        | 18.0%          | 19.3%        |
| 제16회      | 5월 22일    | 13.9%          | 17.7%        | 16.3%          | 17.4%        |
| 제17회      | 5월 28일    | 15.2%          | 18.5%        | 16.8%          | 17.6%        |
| 제18회      | 5월 29일    | 14.6%          | 17.4%        | 16.7%          | 18.0%        |
| 제19회      | 6월 4일     | 14.7%          | 16.5%        | 17.0%          | 18.8%        |
| 제20회      | 6월 5일     | 13.2%          | 15.9%        | 15.0%          | 16.0%        |
| 제21회      | 6월 11일    | 12.7%          | 15.0%        | 15.2%          | 16.5%        |
| 제22회      | 6월 12일    | 13.5%          | 16.8%        | 15.4%          | 17.1%        |
| 제23회      | 6월 18일    | 13.2%          | 17.3%        | 15.8%          | 17.0%        |
| 제24회      | 6월 19일    | 13.1%          | 15.8%        | 15.1%          | 16.3%        |
| 제25회      | 6월 25일    | 12.3%          | 14.8%        | 15.0%          | 16.9%        |
| 제26회      | 6월 26일    | 9.8%           | 12.3%        | 14.0%          | 16.0%        |
| 제27회      | 7월 2일     | 12.3%          | 14.5%        | 14.0%          | 15.2%        |
| 제28회      | 7월 3일     | 10.7%          | 13.4%        | 13.3%          | 15.3%        |
| 제29회      | 7월 9일     | 12.6%          | 14.7%        | 15.5%          | 17.1%        |
| 제30회      | 7월 10일    | 12.8%          | 15.7%        | 15.6%          | 16.7%        |
| 평균 시청률 | 평균 시청률 | 12.7%          | 15.5%        | 15.4%          | 16.8%        |

## 같이 보기
- 신기생뎐 (SBS)
- 근초고왕 (KBS 1TV)
- 광개토태왕 (KBS 1TV)

## 참고 사항
- 사위가 유산을 목적으로 장인을 폭행하여 죽게 하는 등의 비윤리적인 내용과 방송 전반에 걸친 과도한 욕설을 방송하고, 또한 대사 등을 통해 간접광고주에게 노골적인 광고효과를 주는 내용을 내보내 방송통신심의위원회로부터 '경고' 조치를 받았다.[3]
- 극중 봉우리와 봉영규 역을 맡았던 황정음과 정보석은 지붕뚫고 하이킥!과 자이언트에 이어 세 작품 연속으로 출연하였다.
- 극중 최진철과 황순금 역을 맡았던 송승환과 윤여정은 KBS 주말드라마 《목욕탕집 남자들》이후 17년만에 재회 하였다.